# Karlo Swirynskyj
Karlo Jossypowytsch Swirynskyj (ukrainisch Карло́ Йо́сипович Звіри́нський, englisch Karlo Zvirynsky; * 14. August 1923 in Lawriw, Rajon Sambir; † 8. Oktober 1997 in Lwiw) war ein ukrainischer Maler und Hochschullehrer.

## Leben und Wirken
Karlo Swirynskyj studierte 1942/1943 an der Lemberger Kunstakademie und am Lemberger Institut für angewandte und dekorative Kunst bei Roman Selskyj. Später unterrichtete er an diesem Institut (1959–82), wurde aber wegen seiner nonkonformistischen Haltung entlassen. Jahrelang gab Swirynskyj seinen talentiertesten Schülern illegalen Privatunterricht (informell als „Swirynskyj-Akademie“ bekannt) und übte einen starken Einfluss auf die nächste Generation ukrainischer Maler aus. Zu den prominentesten Schülern seiner Privatakademie gehörten Senowij Flinta, Oleh Minko, Iwan Martschuk, Roman Petruk, Stefanija Schabatura, Iwan Martschuk und Wassyl Baschaj. In der unabhängigen Ukraine arbeitete Swirynskyj ab 1993 als Professor an der Nationalen Kunstakademie in Lwiw.

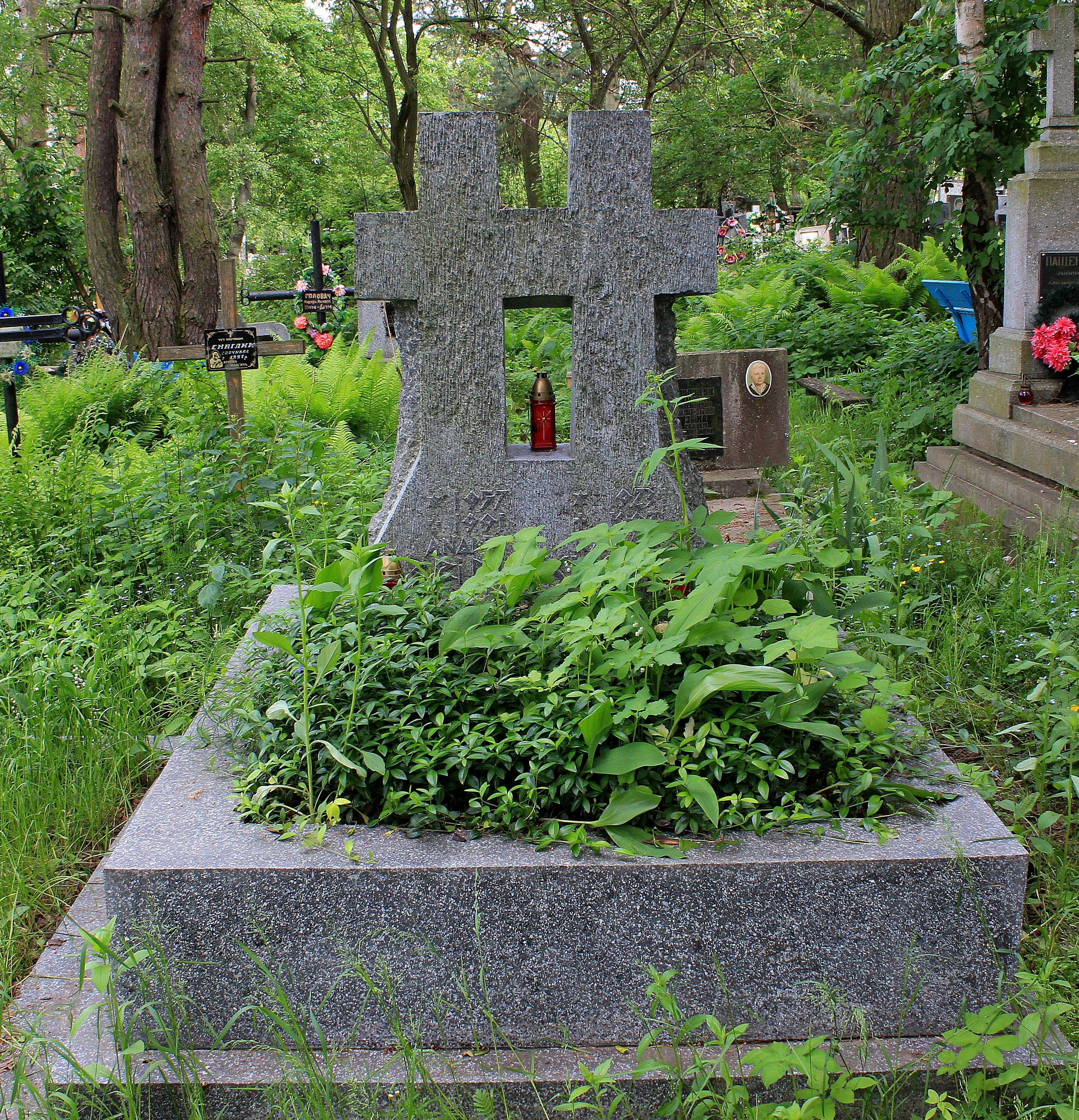
Grabdenkmal Swirynskyj, 2015

Swirynskyj experimentierte mit den formalen Aspekten von Komposition, Form, Linie, Textur und Farbe. Einige seiner Werke aus den 1960er Jahren weisen Parallelen zu den formalen Fortschritten der westlichen Abstraktionisten auf. Swirynskyj hat auch halbabstrakte Landschaften (Waldmotiv, 1966) und komplexe Stillleben gemalt, in denen eine Auswahl von Objekten die Leinwand ausfüllt (Kleine Objekte, 1982). Seine zahlreichen Kollagen und Reliefs auf Tafeln erforschen die formalen Beziehungen von Form und Farbe. Er schmückte auch mehrere Kirchen in Galizien und malte Ikonen in einem traditionellen Stil. Während der Sowjetzeit unterdrückt, begann Swirynskyj erst in den 1990er Jahren, seine Werke auszustellen.
Karlo Swirynskyj starb am 8. Oktober 1997 und wurde auf dem Holoskiwske Friedhof (Feld 8a) in Lwiw beigesetzt. Das Grabdenkmal Swirynskyj stammt von Roman Petruk.